# Heterozostera
Heterozostera é um género botânico pertencente à família Zosteraceae.

## Espécies seleccionadas
Heterostera tasmanica
1. ↑  «Heterozostera — World Flora Online». www.worldfloraonline.org. Consultado em 19 de agosto de 2020